# École de musique Schulich

Logo

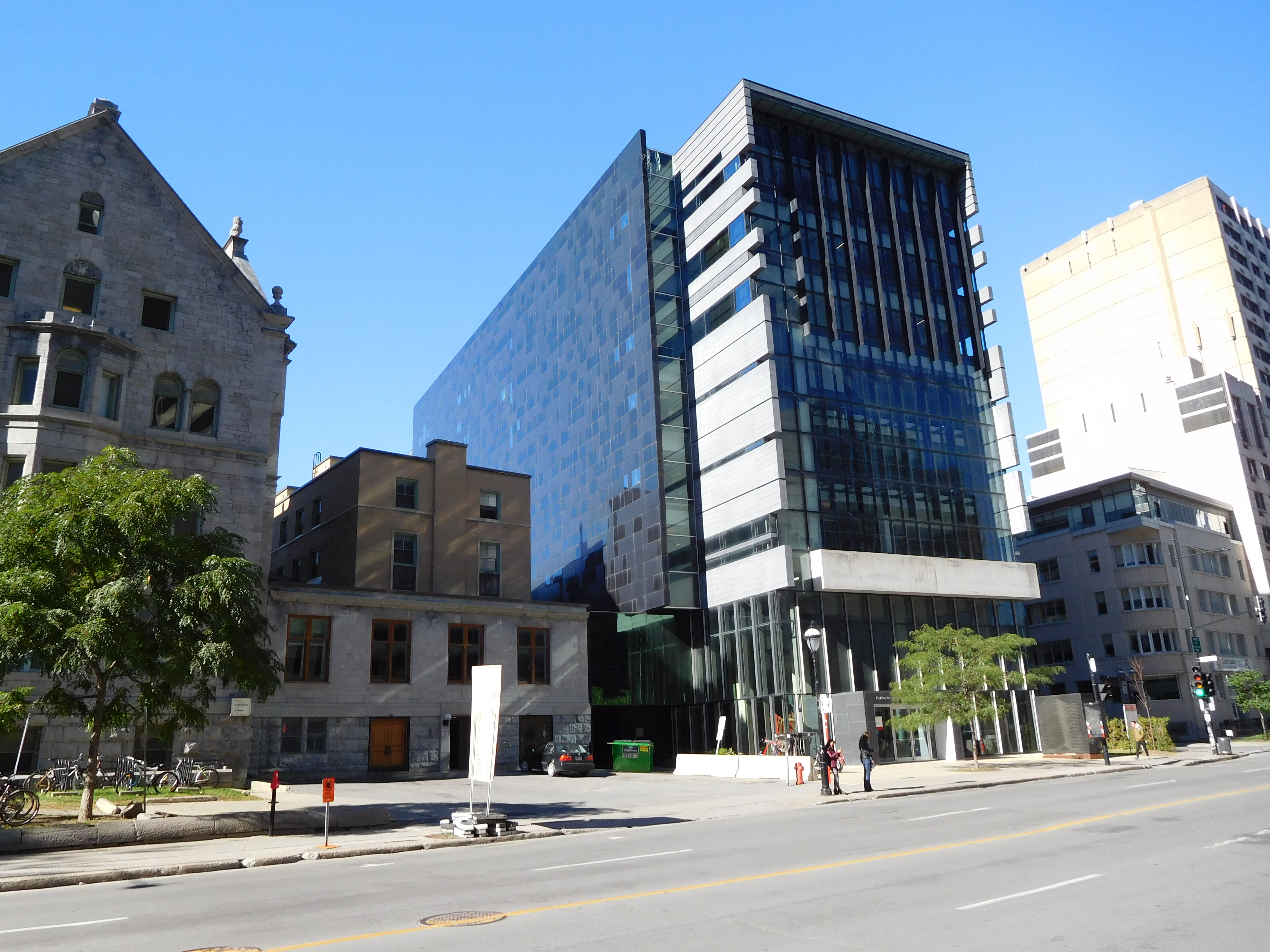
Pavillon de musique Elizabeth Wirth

 (juin 2017).
Si vous disposez d'ouvrages ou d'articles de référence ou si vous connaissez des sites web de qualité traitant du thème abordé ici, merci de compléter l'article en donnant les références utiles à sa vérifiabilité et en les liant à la section « Notes et références ».
L'École de musique Schulich est une faculté de l’Université McGill à Montréal, au Canada.
Elle est nommée en l'honneur de Seymour Schulich, qui a contribué au financement de la construction par l'entremise de dons privés.

## Histoire
L'enseignement de la musique commene en 1884, bien que le programme est à l'origine réservé aux femmes. Un spécialiste du nom de Lord Strathcona est embauché en 1889 à la demande des étudiants par un don du chancelier de l'Université, Donald A. Smith.
Le Collège Royal Victoria pour les femmes est fondé par Lord Strathcona en 1896 et en 1899, le Collège est ouvert. La pianiste Clara Lichtenstein (en) (1860-1946) est alors l'invitée de Strathcona.
Les examens du conseil associé du Royal Schools of Music de Londres sont introduits en 1902.
En 1904 est introduit le diplôme de licence, baccalauréat en musique et Doctorat en musique. Les cours commencent à la Workman House avec 426 étudiants et 23 professeurs. L'inauguration officielle en présence du gouverneur général, Lord Minot, avec un récital du violoniste Albert Chamberland et de la pianiste Ellen Ballon
Harry Crane Perrin, organiste de la cathédrale de Canterbury, devient professeur et directeur en 1908. Cette même année est créée le premier ensemble symphonique de l'Université McGill et l'année suivante le système d'examens de musique de l'Université McGill.
Charles Henry Mills reçoit le premier Doctorat en musique, pour la composition en 1911 et en 1917 est fondée la faculté de musique, grâce à un don généreux de Sir William Macdonald.
La faculté de musique est établie en 1920. Perrin a combiné les postes de directeur du conservatoire et doyen de la faculté. Locaux, professeurs et budget sont partagés.
Le premier diplôme honorifique est donné en 1949 à Sir Thomas Beecham
Douglas Clarke prend sa retraite en 1955. Marvin Duchow agit comme doyen de la faculté et directeur du conservatoire. Trois départements sont créés: Théorie, piano et voix, instruments. Le conservatoire est divisé en un département principal, avec des cours menant à un diplôme, et un service de premier cycle, ses cours se limitants à la formation musicale de base.
Le studio d'opéra de McGill est fondé par Luciano et Edith Della Pergola en 1956.
La Faculté de musique et le Conservatoire de musique se partagent le personnel, le budget et les locaux.
Helmut Blume devient doyen de l'école en 1964, une position qu'il conservera jusqu'en 1979. Le studio de musique électronique est établi sous la direction d'Istvan Anhalt. Le Conservatoire de musique de McGill devient l'École préparatoire de musique de McGill en 1966 et en 1968 est créé le MMA en musique pour la composition et la musicologie puis en 1970 le MMA en musique pour la théorie. Les deux institutions se séparent, mais restent sous la même direction jusqu'en 1978
Les deux institutions se déplacent au Collège Royal Victoria en 1971, qui fut rénové et rebaptisé le Pavillon de musique Strathcona. En 1975 est créé le MMA en musique pour l'interprétation et le 10 avril est ouverte la salle de concert Pollack.
Les MMA deviennent en 1976-1977 la maîtrise en composition, la maîtrise en Interprétation, la maîtrise en théorie et la maîtrise en musicologie
L'École préparatoire devient le Conservatoire de musique de McGill en 1978. Les programmes de doctorat en musicologie, théorie et l'éducation musicale sont introduits. L'année suivante est introduite la maîtrise en enregistrement sonore.
McGill devient la première université au Canada à offrir un baccalauréat en interprétation jazz en 1981. L'orgue Hellmuth Wolff (un modèle classique français avec une action mécanique) est inauguré dans la salle Redpath. Le studio d'opéra McGill est rebaptisé Opéra McGill en 1989, avec Bernard Turgeon en tant que directeur et Timothy Vernon comme chef d'orchestre.
La construction des nouvelles installations de la Faculté de musique commence en 2003. En 2004, la Faculté de musique célèbre ses 100 ans à l'Université McGill.
Le nouveau pavillon de musique est ouvert en 2005 et la Faculté devient l'École de musique Schulich de l'Université McGill. En 2008 commencent des rénovations sur les salles de répétitions situées dans l'aile Est et en 2009 les travaux de rénovations des salles de pratique dans l'aile Est et des salles de répétition sont terminés
2010 ets la saison inaugurale de l'Académie internationale de quatuor à cordes de McGill (MISQA)
Le Nouveau pavillon de musique est rebaptisé le Pavillon de musique Elizabeth Wirth en 2015 suivant un don de 7,5M $.

## Départements

### Interprétation
Les programmes d'interprétation à l'École de musique Schulich fournissent aux étudiants des cours privés et des possibilités de concerts avec les ensembles universitaires, en plus des études en histoire et théorie.

#### Domaines
| Domaine                | Chaire (2017)         |
| ---------------------- | --------------------- |
| Musique ancienne       | Lena Weman            |
| Jazz                   | Jean-Michel Pilc      |
| Opéra                  | Patrick Hansen        |
| Orgue                  | Hans-Ola Ericsson     |
| Piano                  | Kyoko Hashimoto       |
| Cordes                 | Axel Strauss          |
| Voix                   | Stefano Algieri       |
| Vents                  | Jacqueline Leclair    |
| Cuivres                | Alain Cazes           |
| Percussions            | Fabrice Marandola     |
| Ensembles et direction | Jean-Sébastien Vallée |

### Recherche

#### Domaines
| Domaine                              | Chaire (2017)   |
| ------------------------------------ | --------------- |
| Composition                          | Jean Lesage     |
| Éducation                            | Lisa Lorenzino  |
| Musicologie / Histoire de la musique | Steven Huebner  |
| Technologie                          | Gary Scavone    |
| Théorie                              | Robert Hasegawa |
| Enregistrement de son                | Richard King    |

### Étudiants
Population étudiante totale : 876
- 22 % viennent du Québec, 36 % du reste du Canada et 42 % d'autres pays[3]
- 70 % sont des anglophones de naissance, 13 % sont des francophones de naissance et 17 % ont une autre langue maternelle que le français ou l'anglais[3]

### Diplômés
Les diplômés en interprétation de l'École de musique Schulich ont gagné plusieurs prix prestigieux, dont :
- Concours de l'Orchestre symphonique de Montréal Manuvie[4]
- Isabel Overton Bader Violin Competition[5]
- Concours Prix d'Europe[6]
- Concours de musique du Canada, Tremplin[7]

### Professeurs
L'École de musique Schulich a 180 professeurs et instructeurs. Chaque année, plus de 15 musiciens de renommée internationale sont invités à l'École pour y enseigner ou y donner des récitals et des cours de maître. Plus de 20 membres du corps professoral de l'École de musique Schulich sont des musiciens à temps plein de l'Orchestre symphonique de Montréal.

### Recherche
Les professeurs de l'École de musique Schulich reçoivent actuellement l'appui financier de 132 subventions, y compris: 33 de la Fondation canadienne pour l'innovation, 25 Fonds de recherche du Québec, 37 du Conseil de recherches en sciences humaines, et 15 du Conseil de recherches en sciences naturelles et en génie du Canada.

## Diplômes et programmes

### Baccalauréat en musique (BMus)[10]
- Composition
- Éducation
- Histoire
- Théorie
- Interprétation (Musique ancienne, Guitare, Piano, Voix, Instruments d'orchestre, Jazz, Orgue)
- Programme de faculté général
- Programme de faculté jazz

### Licence en musique (LMus)[11]
Le diplôme de Licence en musique est un programme de trois ans pour les étudiants qui veulent se concentrer sur leurs compétences pratiques, en limitant leurs études théoriques et en histoire.

### Diplôme professionnel en interprétation de la musique (GDP)[12]
Le diplôme professionnel en interprétation de la musique est un programme d’un an pour les étudiants qui veulent affiner leurs compétences pratiques en se préparant pour le Diplôme d’artiste.

### Diplôme d'artiste (AD)[13]
Le diplôme d'artiste est un programme pour les étudiants doués qui travaillent vers une carrière professionnelle comme interprètes.

### Maîtrise en arts (MA)[11]
- Éducation de musique
- Technologie de musique
- Musicologie
- Théorie de musique

### Maîtrise en musique (MMus)[11]
- Composition
- Interprétation
- Enregistrement de son

### Doctorat en musique (DMus)[11]
- Composition
- Interprétation

### Doctorat de philosophie (PhD)[11]
- Composition
- Éducation de musique
- Technologie de musique
- Musicologie
- Enregistrement de son
- Théorie de musique

## Ensembles

### Orchestres[14]
- Orchestre symphonique de McGill (MGSO)
- Ensemble de musique contemporaine (CME)
- Orchestre à vent de McGill
- Orchestre baroque
- Orchestre de Beethoven

### Jazz[15]
- Orchestre de Jazz I de McGill
- Orchestre de Jazz II de McGill
- Combos de jazz
- Ensemble de jazz de chambre
- Ensemble de jazz vocal de McGill
- Ensembles des sections de rythme de McGill

### Voix
- Opéra McGill
- Chœur Schulich
- Chœur Universitaire
- Cappella Antica
- Grand Chœur de McGill

### Opéra McGill[16]
Opéra McGill est le seul programme de formation en opéra au Canada qui produit chaque année trois opéras avec mise en scène et orchestre.
Dans les deux dernières décennies, Opéra McGill a produit chaque année un opéra baroque avec instruments d'époque. C'est le seul programme de formation de ce genre en Amérique du Nord à le faire à chaque année. En 2016, Opéra McGill a fêté ses 60 ans.

### Autres
- Ensembles de musique de chambre
- Ensembles de la musique ancienne
- Interprétation de chant
- Ensemble de percussions
- Ensembles de piano
- Ensemble de tabla

## Installations
L'École de musique Schulich a deux édifices sur le campus de McGill : Le pavillon de musique Strathcona et le pavillon de musique Elizabeth Wirth. L'École de musique Schulich occupe un espace de 148 650 pieds carrés, qui comprend :
- 113 salles de pratique ;
- 13 salles de cours ;
- 10 salles pour ensemble ;
- quatre salles de concert : Salle Pollack, Salle Redpath, Salle Tanna Schulich, Salle Clara Lichtenstein ;
- la salle MMR, une salle de musique, médias et technologie ;
- le Studio d’opéra Wirth ;
- la Bibliothèque musicale Marvin Duchow ;
- le Centre interdisciplinaire de recherche en musique, médias et technologie (CIRMMT).

L'École de musique Schulich met 817 instruments de musique à la disposition de ses étudiants, dont :
- 117 pianos,
- 55 pianos électriques,
- 160 instruments à percussion,
- 485 bois, cuivres et cordes[17].

Le Pavillon de musique Strathcona était à l'origine le Collège Royal Victoria. Présentement, le pavillon comprend deux ailes (l'aile du centre et l'aile est) L'aile du centre abrite une salle de concert (Salle Pollack), une petite salle de récital (Salle Clara Lichtenstein), une salle de conférence, des studios d'enseignement, des salles de classe et des espaces de répétition. La salle Pollack est la plus grande salle de concert à l'École de musique Schulich avec plus de 600 sièges. L'aile est se trouve entre l'aile du centre et le Pavillon de musique Elizabeth Wirth. Les deuxième, troisième, quatrième et cinquième étages abritent les bureaux des assistants d'enseignement et les salles de répétition pour musiciens.
Le Pavillon de musique Elizabeth Wirth, auparavant le Nouveau pavillon de musique, fut construit en 2005 grâce à un don de 20 millions de dollars de la part de Seymour Schulich. L'édifice a huit étages au-dessus du sol et deux au sous-sol. L'étage inférieur comprend le Studio d'opéra Wirth (nommé pour Manfred et Eliza Wirth), la Salle de multimédias (MMR), ainsi que des studios d'enregistrement plus petits. Le premier étage abrite un hall d'accueil spacieux qui donne accès à la Salle Tanna Schulich, une salle de concert intime qui peut accueillir 187 personnes. Au troisième, quatrième et cinquième étage, on peut trouver la Bibliothèque de musique Marvin Duchow, ainsi que la Bibliothèque Gertrude Whitley et la salle d'ordinateurs des étudiants de musique. Le sixième étage est réservé aux bureaux de la faculté. Au septième étage, on trouve les bureaux de l'administration de l'École de musique Schulich et au huitième étage, on trouve les bureaux de CIRMMT. Le 30 avril, 2015, l'édifice fut rebaptisé le Pavillon de Musique Elizabeth Wirth, grâce à un don de 7.5 million de dollars de la part d'Elizabeth Wirth.
Des concerts et récitals sont souvent présentés à la Salle Redpath, sur le campus de l'Université McGill.

## Design architectural du Pavillon de musique Elizabeth Wirth
L’édifice comprend une bibliothèque, une salle de récital, des studios multimédias, des bureaux et des salles de classe. Construit au coin du campus, là où la rue Aylmer change de direction pour se diriger vers le mont Royal, le nouvel édifice semble vouloir interpréter les couches de l’histoire géologique du site. Conçu de façon à refléter les couches sédimentaires du sol, chaque étage représente une couche différente tout comme les fonctions de ces étages. Formé d’un système linéaire à l’extérieur comme à l’intérieur, on retrouve un mouvement lyrique dans l’escalier qui se trouve à l’intérieur. Comme une mélodie qui se promène entre les temps d’une mesure, on peut y remarquer une envolé lyrique dans un système plus linéaire.
Les deux étages qui se trouvent sous la terre sont faits de pierre et de ciment, des matériaux solides et durs, ce qui donne une impression au bâtiment d’être fixé et de faire plus qu’un avec le sol. Les deux prochains niveaux s’ouvrent d’un côté vers l’extérieur tout en invitant les passants à assister à la vie de la faculté. Un grand hall vitré invite les passant à entrer, alors que la salle de récital pique leur curiosité par sa transparence qui leur permet d’assister aux performances qui y seront présentées. Le reste de l’édifice est entouré d’une série de panneaux de zinc blanc et gris qui font référence à la stratification géologique du sol. La façade est est revêtue d’aluminium poli sur lequel se reflètent les édifices qui l’entourent. La bibliothèque est l’élément le plus important du fait que c’est une des raisons pour lesquelles l’édifice fut construit. Situé dans les étages supérieurs de l’édifice, la bibliothèque est visible de toutes les directions durant la nuit. Elle agit comme un phare qui affiche sa présence sur le campus de l’université McGill. La nouvelle extension est reliée au reste de la faculté par un pont de verre qui permet aux étudiants de passer d’un édifice à l’autre sans avoir à passer par l’extérieur durant les jours froids d’hiver.

## CIRMMT (Centre interdisciplinaire de recherche en musique, médias et technologie)
CIRMMT est le Centre interdisciplinaire de recherche en musique, médias et technologie, un groupe de recherche pluridisciplinaire basé à l'École de musique Schulich. CIRMMT réunit des chercheurs, ainsi que leurs étudiants, de trois institutions québécoises – l’Université McGill, l’Université́ de Montréal), et l’Université́ de Sherbrooke. La communauté CIRMMT comprend également le personnel administratif et technique, les associés de recherche, les chercheurs invités, les musiciens, et les partenaires de l’industrie. CIRMMT occupe une place unique au niveau international, ayant développé des partenariats de recherche très poussés avec d’autres institutions académiques et centres de recherche, ainsi qu’avec divers partenaires de l’industrie partout dans le monde.

## Associations d'étudiants

### Premier cycle
L'Association des étudiants de musique de premier cycle (connue comme MUSA), représente tous les étudiants de premier cycle à l'École de musique Schulich. MUSA est responsable pour d'activités telles qu'une série de santé de musiciens, pendant laquelle les étudiants peuvent participer à des ateliers. MUSA est aussi responsable du yoga pour les musiciens, offert deux fois par semaine durant les semestres d'automne et d'hiver.

### Cycles supérieurs
La société des étudiants de musique des cycles supérieurs (connue comme MGSS) représente tous les étudiants des cycles supérieurs à l'École de musique Schulich.

## Artistes invités et Artistes Catherine Thornhill-Steele
Chaque année, plusieurs artistes internationaux rendent visite à l'École de musique Schulich dont :
- Dick Oatts, saxophone ;
- Claire Chase, flûte ;
- Eugène Rousseau, saxophone ;
- Peter Sullivan, trombone ;
- Steven Dann, alto ;
- Larry Combs, ancien clarinette solo avec le Chicago Symphony Orchestra ;
- Carlo Colombo, basson solo avec l’Opéra national de Lyon ;
- Renee Rosnes et Bill Charlap, piano ;
- Jeanne Baxtresser, ancien flute solo avec le New York Philharmonic Orchestra· ;
- Stefan Schilli, hautbois solo avec le Bavarian Radio Symphony Orchestra ;
- James Thompson, ancien trompette solo avec l’Orchestre symphonique de Montréal, l'Atlanta Symphony Orchestra, Phoenix Symphony Orchestra, State of Mexico Orchestra) ;
- Jens Lindemann, trompette (professeur à l’University of Los Angeles, Californie) ;
- Stefan Dohr, cor solo avec le Berlin Philharmonic Orchestra ;
- Jörgen Van Rijen, trombone solo avec le Royal Concertgebouw Orchestra, Amsterdam ;
- Gene Pokorny, tuba solo avec le Chicago Symphony Orchestra ;
- Anton Kuerti, piano ;
- Menahem Pressler, piano ;
- Theo Bleckmann, voix jazz ;
- David Dolan, improvisation ;
- Hae-Sun Kang, violon ;
- Barthold Kuijken, chef d’orchestre ;
- Marie-Nathalie Lacoursière, danse baroque ;
- Daniel Matsukawa, basson ;
- Robert McDonald, piano ;
- Sam Newsome, saxophone jazz ;
- Roland Auzet, percussions et compositeur ;
- Gordon Bitner, baryton-basse ;
- Donna Brown, soprano ;
- Benjamin Butterfield, ténor ;
- Rihab Chaieb, mezzo-soprano ;
- Gerald Finely, baryton ;
- Hollenbeck Large Ensemble, orchestre de jazz ;
- Christopher Larkin, chef d’orchestre ;
- Nouveau Quatuor à cordes Orford (Jonathan Crow, Andrew Wan, Eric Nowlin et Brian Manker) ;
- Tara Helen O'Connor, flûte ;
- Brian O'Kane, trompette jazz ;
- Daniel Phillips, violon ;
- Anthony Prisk, trompette ;
- Adam Rogers, guitare jazz ;
- Philippe Sly, baryton ;
- Janis Steprans, saxophone jazz ;
- Steven Van Gulick, trompette ;
- Jacqueline Woodley, soprano ;
- Cristina Zacharias, violon.

## Prix
Le Prix du violon d’or de l’École de musique Schulich est la plus grande bourse de musique financée par le secteur privé au Canada. Le prix de 25 000 $ est attribué au musicien (d'instrument à cordes) du plus haut niveau, qui approche la fin de ses études et a démontré un grand potentiel pour une carrière d'interprète. Le Violon d'or, en étain et plaque d'or, reste en permanence dans la Bibliothèque de musique Marvin Duchow de l'Université McGill. Les gagnants reçoivent également une épinglette en or 14 carats.
Le Prix d’art vocal Wirth a été constitué en 2015 grâce à l’immense générosité d’Elizabeth Wirth à l’égard de l’Université McGill. Ce prix souligne et récompense un étudiant qui fait preuve d’un talent aussi exceptionnel que prometteur pour le développement d’une carrière nationale et internationale. Les professeurs d’interprétation vocale de l’École de musique Schulich ont soumis des candidatures d’étudiants de premier et de deuxième cycles à temps plein qui démontrent un niveau élevé de réussite scolaire. Les candidats sélectionnés ont dû préparer un programme varié de pièces qui doivent être interprétées dans un minimum de trois langues et qui comprend au moins un air tiré d’un opéra.
Autres prix à l’École de musique Schulich inclut :
- Andrew Svoboda Memorial Prize for Orchestral Composition ;
- Austrian Society Scholarship ;
- Concours de musique de chambre ;
- Compositeur en résidence ;
- Concours de concerto ;
- Dean's Essay Prize ;
- Eleanor Stubley Recording Prize ;
- International Grant Competition ;
- John Rea Travel Award in Composition ;
- Luba Zuk Piano Duo Composition Prize.

## Conservatoire de McGill
Le Conservatoire de McGill est fondé en 1904 par Mme Clara Lichstenstein sous le nom de McGill Conservatorium, Le Conservatoire de McGill est le programme pour la collectivité de l'École de musique Schulich de l'Université McGill. Son mandat est résolument axé sur le rayonnement communautaire et l'offre de formation musicale à des élèves de tous âges et niveaux d'aptitude. La formation musicale dispensée au Conservatoire de McGill est principalement axée sur la musique classique, mais comprend aussi des cours de théorie et d'instrument dans tous les genres de musique, y compris le jazz et la musique populaire. Les élèves du Conservatoire de McGill sont issus du public de la région de Montréal ou de l'effectif étudiant de l'Université McGill. Pour mieux desservir ces deux types de clientèle, le Conservatoire a deux succursales, l'une au centre-ville, au Pavillon Strathcona de l'École de musique Schulich, l'autre au Campus Macdonald à Sainte-Anne-de-Bellevue.